# Gara Paris Saint-Lazare
Paris Saint-Lazare este una dintre cele șase gări majore ale Parisului. Ea este a doua cea mai aglomerată gară din Paris, după Gara de Nord, fiind tranzitată zilnic de 275.000 de pasageri. Clădirea a fost proiectată de arhitectul Juste Lisch, iar maître de l'oeuvre (antreprenor general) a fost Eugène Flachat.

## Istoric

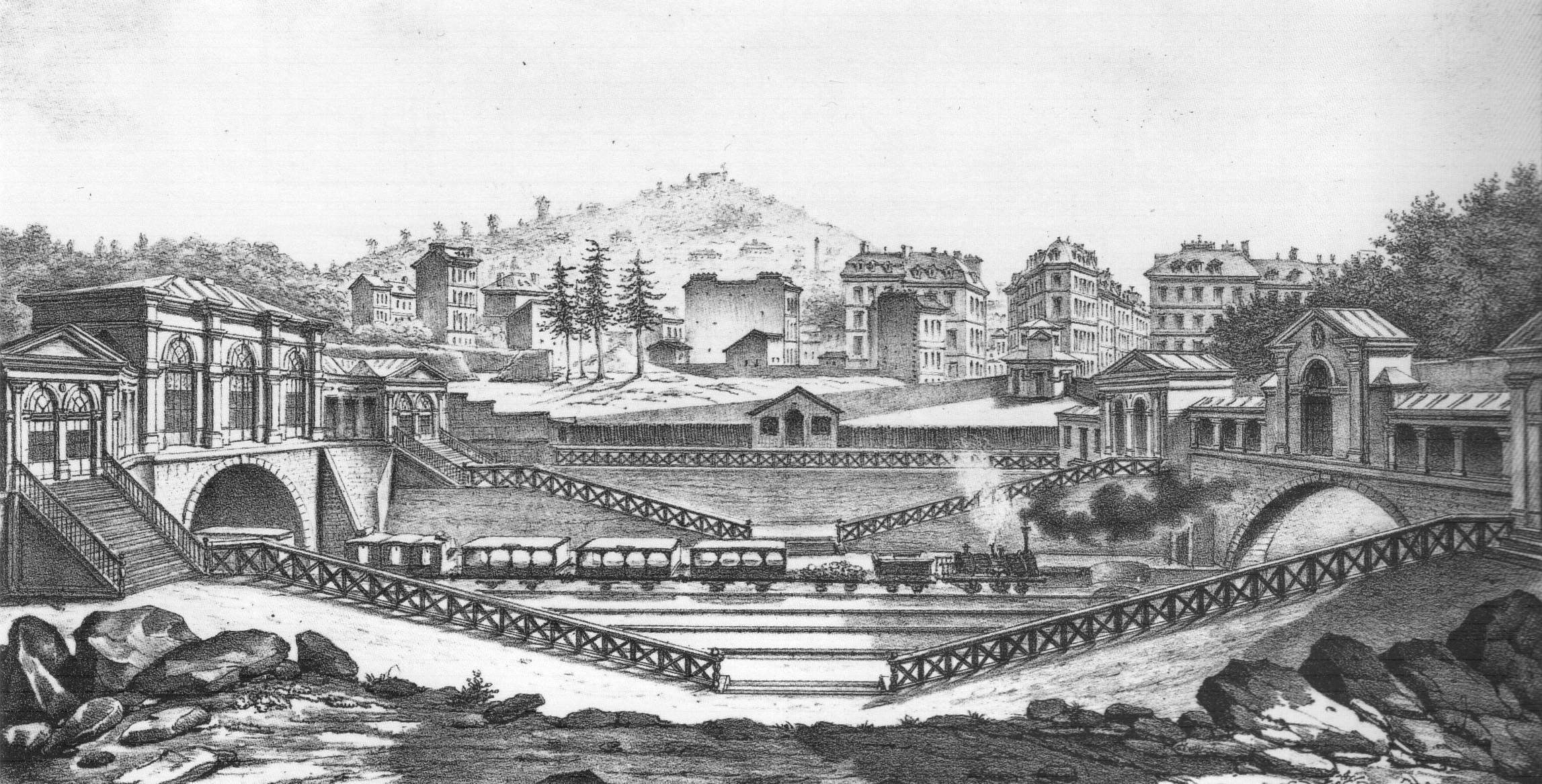
Embarcadère de l'Europe

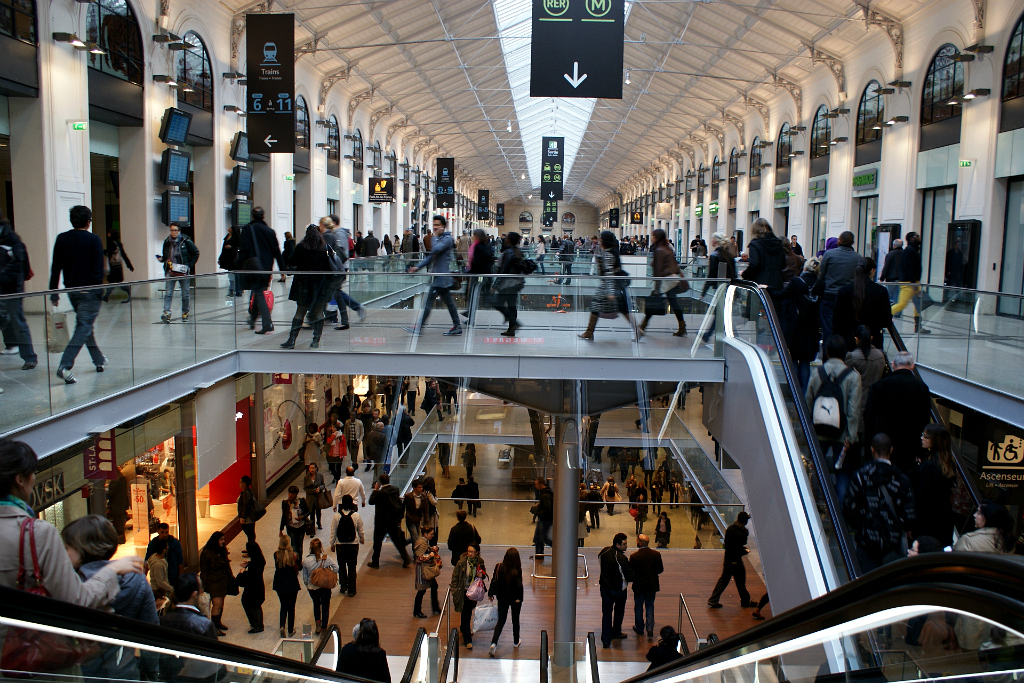
Sala principală renovată

Prima gară din zona St Lazare se afla la o distanță de 200 m nord-vest de poziția sa actuală, fiind umită Embarcadère des Batignolles. Clădirea a fost inaugurată de către Marie-Amélie (soția regelui Ludovic-Filip al Franței) pe 24 august 1837. Prima linie a servit a fost o singură linie de cale pentru a Le Pecq. În 1843 St-Lazare era punctul terminus pentru trei linii; în 1900, acest număr se triplase. Gara avea 14 peroane în 1854, după mai multe extinderi, iar acum are 27 de peroane împărțite în șase grupuri de destinații.
Pe 27 aprilie 1924 liniile de pe traseele suburbane din interior au fost electrificate, fiind alimentate cu curent alternativ trifazat de 750 V. Aceleași linii au fost reelectrificate în anii 1960 cu cabluri aeriene cu tensiunea de 25 kV.
Pe 21 martie 2012 a fost deschis un nou mall pe trei nivele cu 80 de magazine în interiorul sălii principale.

### Localizare
Gara Saint-Lazare este situată în arondismentul 8, într-o zonă comercială și de afaceri foarte aglomerată a Parisului. 

## Gara Saint-Lazare în artă și literatură

Édouard Manet: Calea ferată

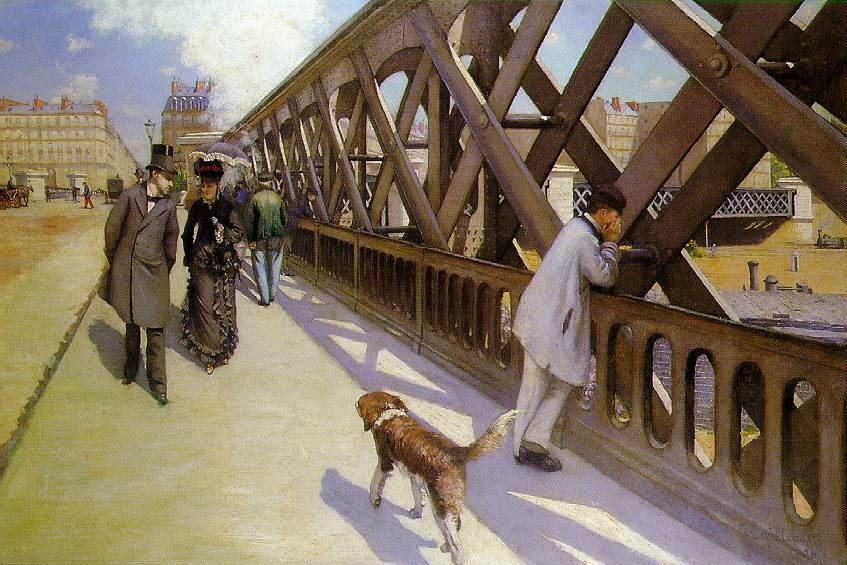
Gustave Caillebotte: Le Pont de l'Europe

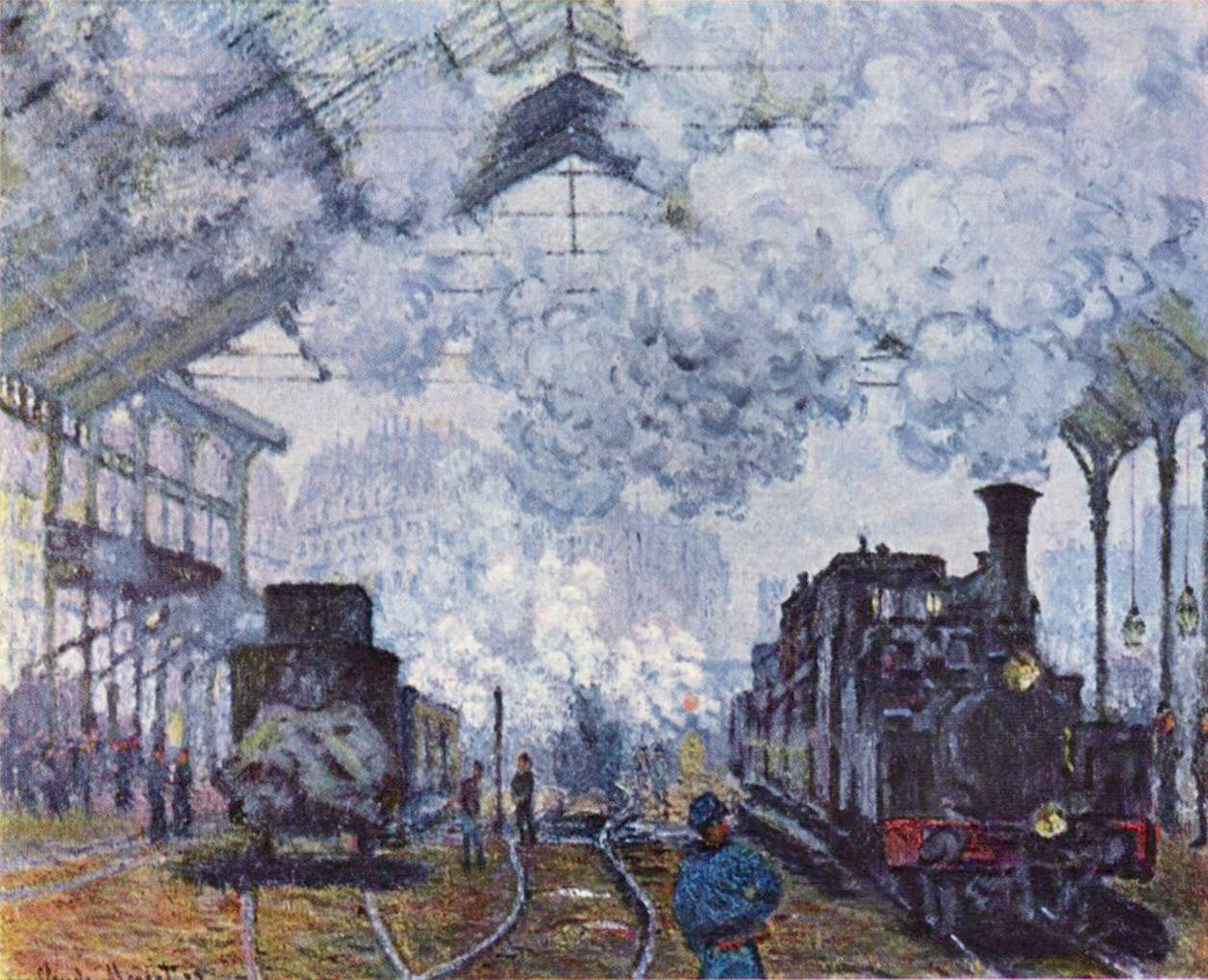
Claude Monet: Gara Saint Lazare, 1877

Gara Saint-Lazare a fost reprezentat în mai multe opere de artă. Ea a atras artiști în timpul perioadei impresioniste și mulți dintre ei au locuit foarte aproape de Gara Saint-Lazare în anii 1870 și 1880.
Édouard Manet a locuit în apropiere, pe rue de Saint-Pétersbourg nr. 4. Doi ani după ce s-a mutat în această zonă și-a prezentat pictura Calea ferată (cunoscută, de asemenea, sub numele de Gara Saint-Lazare) la Salonul de la Paris în 1874. Pictată din curtea casei unui prieten de pe rue de Rome, această pânză, acum în Galeria Națională de Artă din Washington, prezintă o femeie cu un câine mic și o carte în timp ce privește către spectatori, având în spate un gard de fier; o fetiță din stânga ei privește către calea ferată cuprinsă într-un nor de aburi. La momentul primei sale expoziții această pictură a fost ridiculizată.
În 1877 pictorul Claude Monet a închiriat un studio în apropiere de Gara Saint Lazare. În același an a expus șapte picturi ale gării într-o expoziție de pictură impresionistă. El a realizat 11 tablouri pe acest subiect.
Seria tablourilor cu Gara Saint-Lazare a lui Oscar-Claude Monet a fost una din cele mai celebre serii din timpul vieții sale. Monet a fost unul dintre cei mai importanți și influenți pictori ai mișcării impresioniste din secolul al XIX-lea. El a fost un susținător puternic al pictării peisajelor în aer liber. Artiști precum Caillebotte, Degas și Morisot pictau în aer liber pentru a reprezenta scena cu acuratețe în loc să picteze din memorie. Monet și alți pictori care făceau parte din mișcarea impresionistă nu erau acceptați în Salonul din Paris, din cauza faptului că respingeau învățăturile academice cu privire la formă, stil, subiect etc., așa că au decis să deschidă o nouă expoziție pe cheltuiala lor în aprilie 1874.

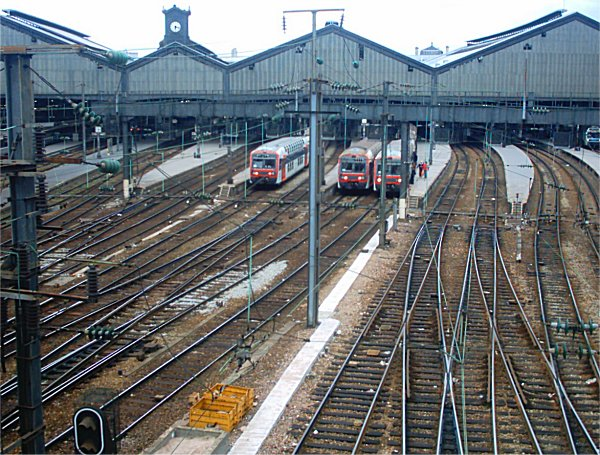
Gara St-Lazare văzută de pe Pont de l'Europe

Printre artiștii mai puțin cunoscuți care au reprezentat artistic Gara Saint Lazare au fost Jean Béraud, care a pictat „Piața și Podul Europei” în 1876-1878  și Norbert Goeneutte (1854-1894), care avea un studio cu o vedere foarte bună asupra Pont de l'Europe și a pictat această priveliște de mai multe ori în anii 1880. Una dintre acestea este „Pont de l'Europe și Gara Saint-Lazare” din jurul anului 1888 (pictura se află acum în Muzeul din Baltimore).
O gravură care arată podul Place de l'Europe la momentul deschiderii sale în 1868 a fost realizată de către Auguste Lamy.
În 1932 terenul viran din spatele gării a devenit subiectul uneia dintre cele mai celebre fotografii din toate timpurile, Derrière la gare de Saint-Lazare a lui Henri Cartier-Bresson.
În cartea Exercices in Style (1947) de Raymond Queneau Gara Saint-Lazare servește ca fundal pentru o mare parte a acțiunii.
În 1998 Muzeul Orsay și Galeria Națională de Artă din Washington au organizat o expoziție intitulată „Manet, Monet și Gara Saint-Lazare”.
Gara Saint-Lazare este menționată sau îndeplinește un rol în romanele La Bête humaine de Émile Zola și în Terminus Saint-Lazare de Roland Sadaune.
Gara Saint-Lazare este văzută în filmul French Kiss (1995) cu Kevin Kline și Meg Ryan. În ultima secvemță petrecută la Paris personajul interpretat de Kevin Kline este urmărit de inspectorul de poliție Jean-Paul Cardon (Jean Reno), în timp ce încearcă să se urce într-un tren care mergea către sud, la Cannes (ceea ce este o inexactitate din moment ce din Gara Saint-Lazare pleacă trenuri doar spre nord-vestul Franței; trenurile pentru Cannes pleacă din Gare de Lyon).

## Trasee feroviare

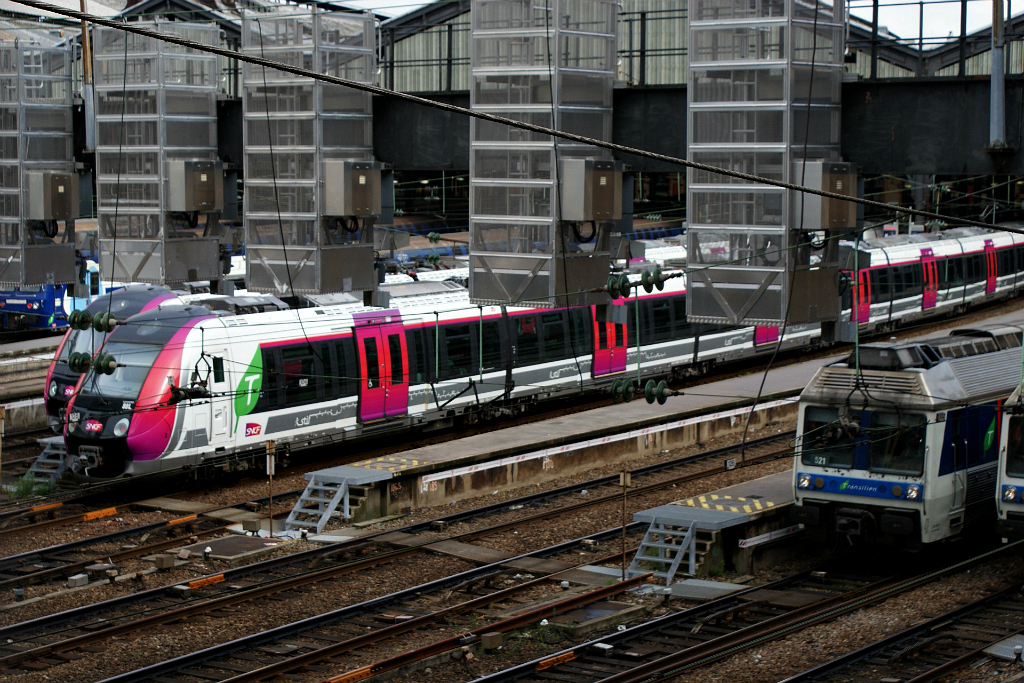
Trenuri de navetiști în Gara Saint-Lazare

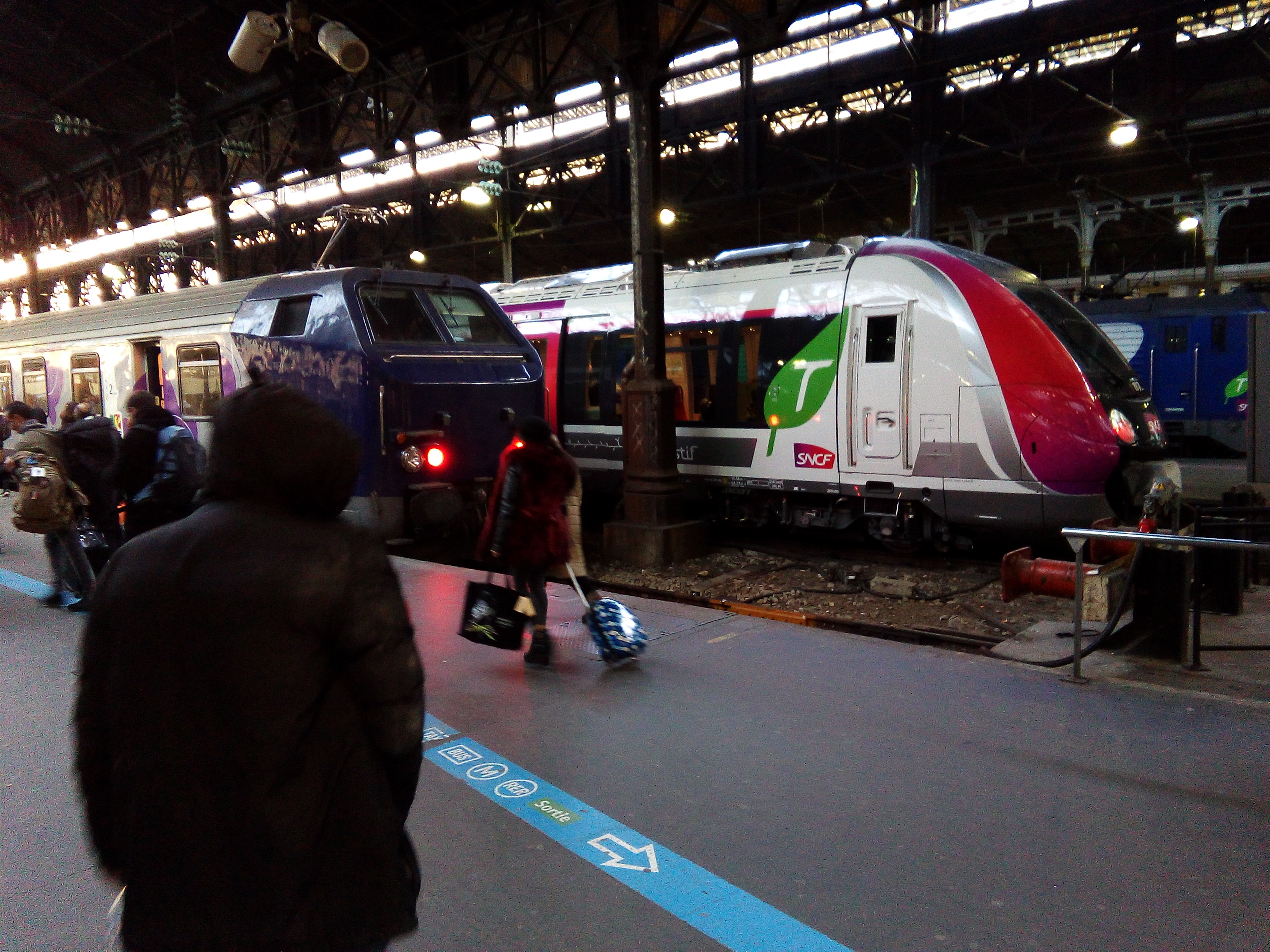
Trenuri în Gara Saint Lazare

Gara Saint-Lazare este deservită de trenuri Intercity spre Normandia, de trenuri regionale și de trenuri Transilien către suburbiile de vest ale Parisului.
1.600 de trenuri trec prin Gara Saint-Lazare în fiecare zi.

### Trenuri Intercity

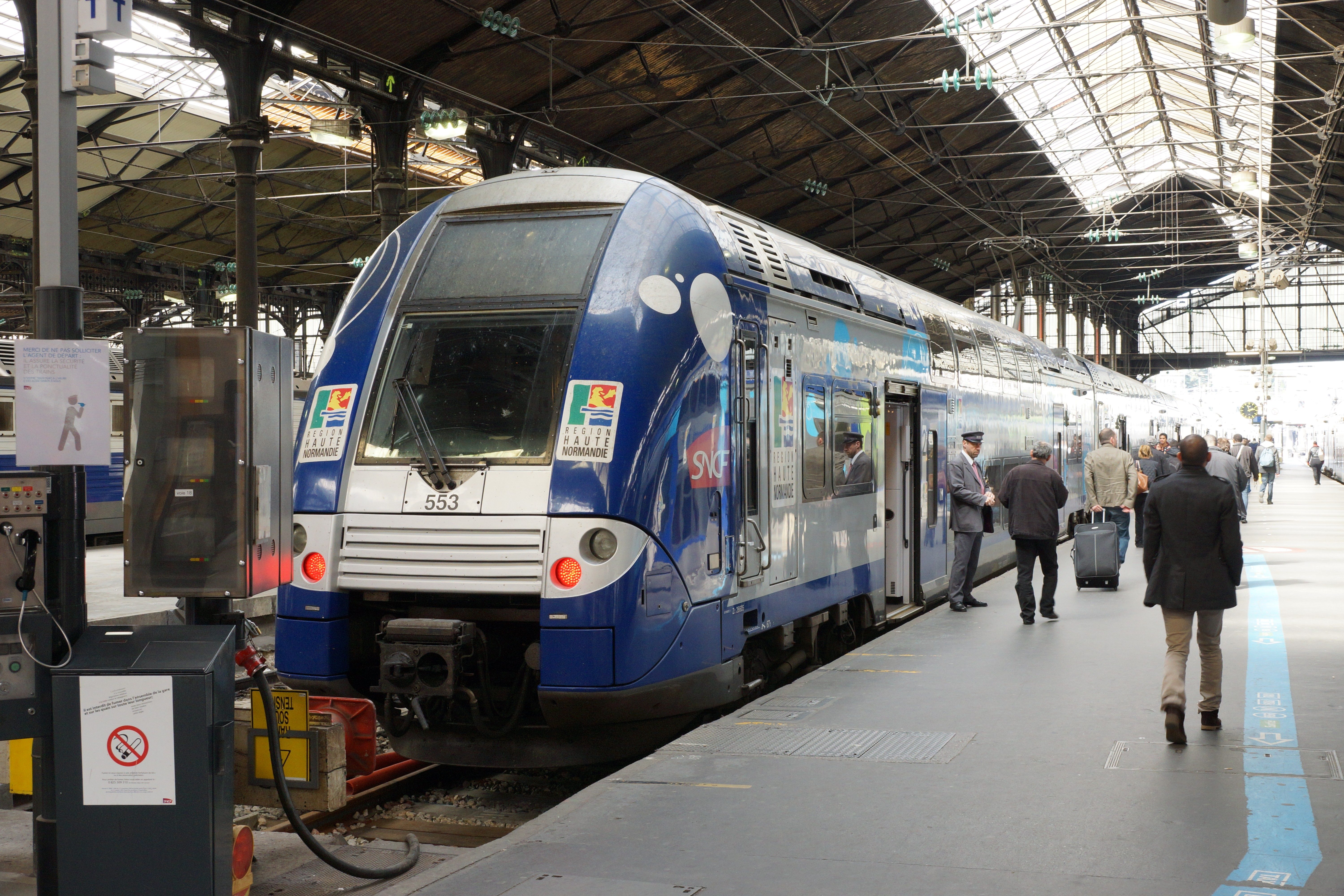
Tren Intercity în Gara Saint-Lazare

Următoarele trenuri Intercity operate de SNCF pleacă din Gara Saint-Lazare:
- Paris – Vernon – Rouen-Rive-Droite – Le Havre
- Paris – Évreux-Normandie – Lisieux – Caen – Cherbourg
- Paris – Évreux-Normandie – Lisieux – Trouville-Deauville
- Paris – Rouen-Rive-Droite – Dieppe

### Trenuri suburbane (Transilien)
Următoarele trasee Transilien au punctul de pornire în Gara Saint-Lazare:
- J
  - Saint-Lazare – Conflans – Gisors
  - Saint-Lazare – Ermont-Eaubonne
  - Saint-Lazare – Conflans – Mantes-la-Jolie
  - Saint-Lazare – Poissy – Mantes-la-Jolie – Vernon
- L
  - Saint-Lazare – Cergy-le-Haut
  - Saint-Lazare – Saint-Nom-la-Bretèche
  - Saint-Lazare – Versailles-Rive-Droite